# Leonid Taranenko
Leonid Arkadievítch Taranenko (em bielorrusso:  Леанід Аркадзьевіч Тараненка, Leanid Arkadzievítch Taranenka, em russo:  Леонид Аркадьевич Тараненко; 13 de junho de 1956, em Malarita, província de Brest) é um bielorrusso, campeão mundial e olímpico em halterofilismo.
Leonid Taranenko foi campeão mundial para juniores em 1976 (acima de 110 kg); ele participou dos Jogos Olímpicos de 1980, que foi organizado como Campeonato Mundial também, ganhando ouro na categoria até 110 kg. Ele não pode defender seu título olímpico em 1984, por causa do boicote soviético aos Jogos Olímpicos de Verão, mas naquele ano, nos Jogos da Amizade em Varna, Bulgária, levantou 442,5 kg no total olímpico (200 kg no arranque mais 242,5 no arremesso), estabelecendo recordes mundiais, no arranque e total combinado.
Em 1985 ele ficou em quarto no Campeonato Mundial na categoria acima de 110 kg; ele ganhou medalha de prata no Campeonato Mundial de 1986 no arranque mas não conseguiu marca no arremesso e não pode concluir. No Campeonato Mundial de 1987 Taranenko levantou 265,5 kg no arremesso, superando em 0,5 kg o recorde antes de Anatoli Pissarenko.
Não pode participar dos Jogos Olímpicos de 1988 por causa de lesão que sofrera no Campeonato Europeu daquele ano.
Em 26 de novembro de 1988, em Canberra, ele estabeleceu um novo recorde mundial no arremesso — 266 kg — e um no total — 475 kg. Esta marca no arremesso não era contada como recorde mundial pela Federação Internacional de Halterofilismo desde 1993, devido as reestruturações das classes de peso (ver também: recordes mundiais do halterofilismo), mas perdurou por mais de 33 anos e só foi superada pelo georgiano Lasha Talakhadze no Campeonato Mundial de 2021.
Ele estabeleceu ao todo 18 recordes mundiais — sete no arranque, cinco no arremesso e seis no total combinado (15 foram na categoria até 110 kg).
Leonid Taranenko competiu nos Jogos Olímpicos de 1992 pela Equipe Unificada e ganhou prata.
Aos 40 anos, Taranenko ganhou o título de campeão europeu e ainda tentou competir em sua terceira Olimpíada, em Atlanta. Mas não participou da competição.
Taranenko foi treinador da equipe feminina de halterofilismo da Índia. Sob sua direção, Karnam Malleswari ganhou o bronze nos Jogos Olímpicos de Sydney 2000. Em agosto de 2004 foi demitido de sua função depois de dois de seus atletas terem sido pegos no doping e expulsos dos Jogos Olímpicos de Atenas.
As outras vitórias de Taranenko incluem o título no europeu de 1980 na categoria até 110 kg e o Campeonato Mundial de 1990 e os campeonatos europeus de 1988 e de 1991, na categoria acima de 110 kg.